# 15896 Біркгофф
15896 Біркгофф (15896 Birkhoff) — астероїд головного поясу, відкритий 13 червня 1997 року.
Тіссеранів параметр щодо Юпітера — 3,495.